# Tipula (Acutipula) fulani
Tipula (Acutipula) fulani is een tweevleugelige uit de familie langpootmuggen (Tipulidae). De soort komt voor in het Afrotropisch gebied.